# القرطوعية
القرطوعية هي منطقة تقع في محافظة عمان شمال غرب الأردن. على بعد عدة أميال شمال شرق عمان في منطقة طبربور. 